# Pere Marquette 1225
La Pere Marquette 1225 est une locomotive à vapeur préservée aux États-Unis, qui figure au Registre national des lieux historiques. Elle se fait connaître par le film Le Pôle express (2004), étant le modèle utilisé lors du tournage.

## Histoire
La locomotive de type Berkshire est livrée au chemin de fer Pere Marquette en octobre 1941. Elle sillonne les rails pendant dix ans entre Détroit, Toledo, Flint, Saginaw, Grand Rapids et Chicago, tirant des trains de fret et du matériel de guerre durant la Seconde Guerre mondiale.
La 1225 fait partie de 39 locomotives de type Berkshire commandées par le Pere Marquette. Elle est construite pour un coût de 245 000$. Elle mesure 16 pieds de haut, 101 pieds en longueur pour une masse totale de 400 tonnes. Elle génère une force de 5000 chevaux-vapeur. La chaudière prend huit heures pour donner son maximum de vapeur, opérant à 245 livres par pied carré. Le tender contient 22 tonnes de charbon et 22 000 gallons US d’eau. Elle consomme une tonne de charbon pour chaque 12 milles et 150 gallons d’eau pour chaque mille qu’elle voyage.
Elle est retirée du service en 1957 et est offerte par le chemin de fer à l'université d'État du Michigan comme monument de l'ère de la vapeur. Des étudiants s’intéressent à la machine, en essayant de le restaurer au service opérationnel en 1969. Les travaux se poursuivent en 1983 lorsque la locomotive est déplacée dans un nouveau site à Owosso, où la restauration prend fin en 1988. Depuis la fin des années 1990, elle tire des trains d'excursion pour l'Institut des chemins de fer à vapeur du Michigan,.
En 2009, l'Institut doit remplacer la chaudière du 1225. Des volontaires locaux se mettent à l'œuvre et après une restauration d'un montant d'un million de dollars, la locomotive peut rouler de nouveau.

### Sur film à Hollywood
En 2002, une équipe d’Hollywood arrive à Owosso pour enregistrer et filmer la locomotive. Le film Le Pôle express (2004) figure une locomotive inspirée du 1225.